# Altstädter Friedhof (Erlangen)

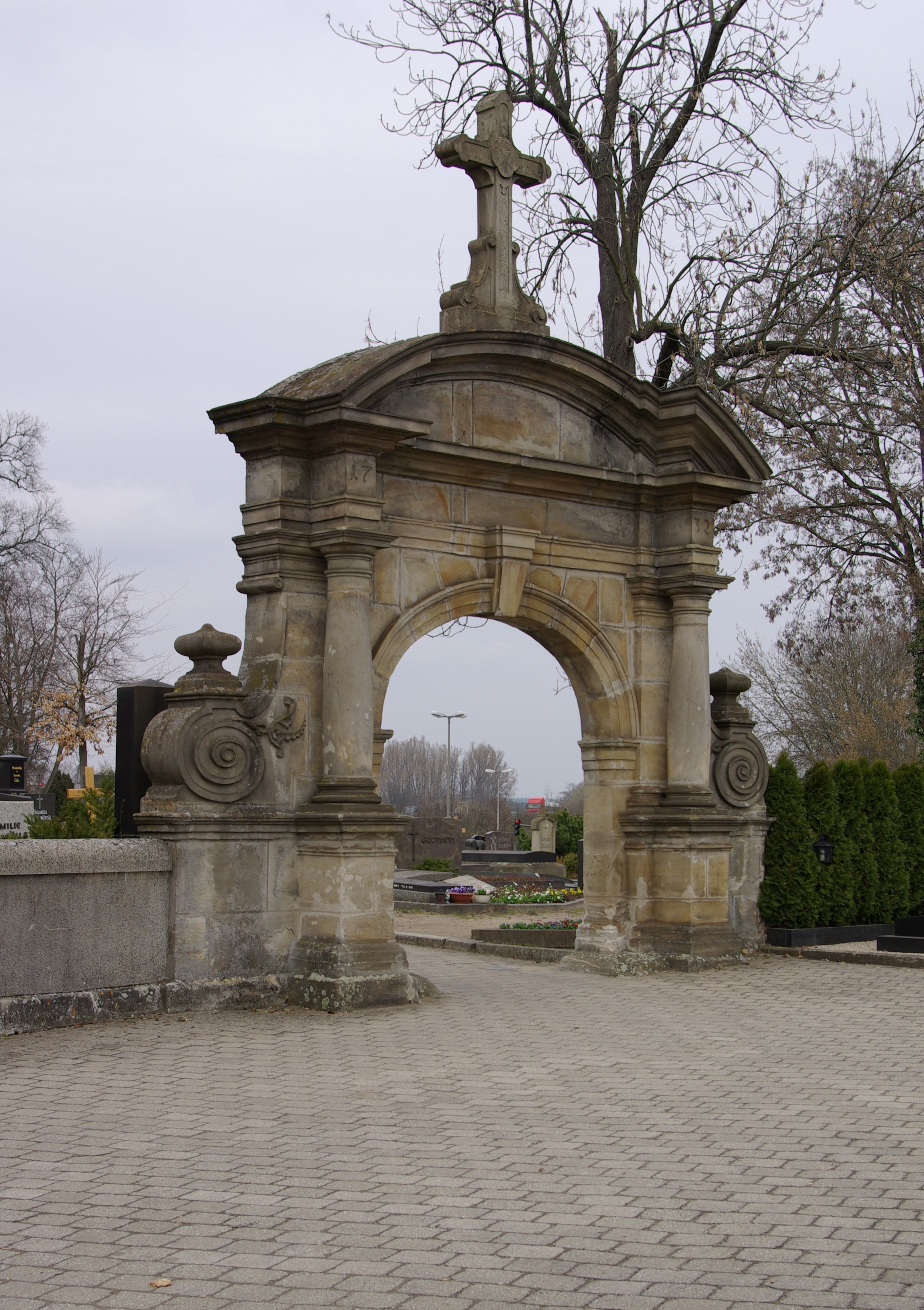
Barockes Korbbogentor zum älteren Friedhofsteil (erbaut 1732)

Der Altstädter Friedhof ist ein Friedhof in der mittelfränkischen Stadt Erlangen. Er ist in Besitz der evangelisch-lutherischen Altstädter Kirchengemeinde.

## Lage
Der Altstädter Friedhof befindet sich östlich der Regnitz auf der als Martinsbühl (277 m ü. NN) bekannten, sanften Niederterrasse. Damit liegt er nur wenige hundert Meter nordwestlich der Erlanger Altstadt. Dennoch ist er von vielbefahrenen Verkehrswegen eingerahmt: der Bundesautobahn 73 – dem sogenannten Frankenschnellweg, der auf der Trasse des ehemaligen Ludwig-Donau-Main-Kanals verläuft – im Westen, dem Autobahnzubringer Martinsbühler Straße im Norden und der viergleisigen Bahnstrecke Nürnberg–Bamberg im Osten.

## Geschichte
Der Altstädter Friedhof wurde erstmals im Jahr 1288 erwähnt. Noch bis in das 17. Jahrhundert hinein befand er sich in unmittelbarer Nähe der Altstädter Kirche am heutigen Martin-Luther-Platz, bevor dieser Kirchfriedhof aufgelassen wurde. Nach dem Wiederaufbau infolge des Altstadtbrandes von 1706 wurde der Gottesacker teilweise überbaut. Er reichte nördlich etwa bis zum Anwesen Martin-Luther-Platz 10, östlich etwa bis zur Mitte und südlich etwa bis zum Ende des Altstädter Kirchenplatzes.
Bestattungen auf dem heutigen Altstädter Friedhof am Martinsbühl sind mit einer Ausnahme während des Dreißigjährigen Krieges erst seit Anfang des 18. Jahrhunderts bezeugt. Bereits 1729 musste der Friedhof erweitert werden. Dabei wurde die teilweise noch erhaltene Mauer errichtet. Dies enthält ein Korbbogentor aus Sandsteinquadern, das die Jahreszahl „1732“ trägt. Es wird von Rundsäulen und seitlichen Voluten eingerahmt und von einem stattlichen Sandsteinkreuz bekrönt. Im Jahr 1888 wurde zur Martinsbühler Straße hin eine Böschungsmauer errichtet. Dieser wurde 1903 eine weitere Mauer aus grobem Kastenquadermauerwerk vorgeblendet, welche bis heute ihre Funktion erfüllt. Außerdem wurde der Altstädter Friedhof im 19. Jahrhundert und zuletzt 1966 nochmals erweitert.

## Beschreibung
Der rund 22.000 Quadratmeter große Altstädter Friedhof zieht sich, von Süden nach Norden sanft ansteigend, entlang der Niederterrasse des Martinsbühl. Die Nord-Süd-Ausdehnung beträgt rund 300 Meter, in Ost-West-Richtung sind es 60 bis 80 Meter. Der Zugang erfolgt ausschließlich durch drei Tore an der Ostseite (Münchener Straße). Auf dem Friedhof befinden sich rund 2600 Grabstätten, die ältesten reichen bis in die Zeit vor 1800 zurück.
Auf dem höchsten Punkt des Friedhofs befindet sich die Kirche St. Martin – ein im Kern gotischer Bau, der 1435 erstmals erwähnt wurde. Das heutiges Erscheinungsbild mit einem wuchtigen Dachreiter mit welscher Haube, Rundbogenfenstern sowie von Dreiecksgiebeln und Rundfenstern bekrönten Rundbogenportalen geht im Wesentlichen auf eine Barockisierung in den Jahren 1745/46 zurück.
Südöstlich der Friedhofskirche befindet sich die 1853 erbaute Aussegnungshalle, ein eingeschossiger Walmdachbau aus Sandstein mit rundbogigen Fenster- und Türöffnungen. Das flache Vordach nach den Plänen von Emil Zerler, das auf zwei Pilastern an der Wand und vier freistehenden quadratischen Säulen ruht, wurde 1930 angebaut.
Weiter südlich, etwa in der Mitte des heutigen Friedhofs, befindet sich das ehemalige Friedhofswärterhaus, das wie die Friedhofskirche und die Aussegnungshalle unter Denkmalschutz steht. Der laut Denkmalliste des Bayerischen Landesamtes für Denkmalpflege „malerisch gruppierte Bau mit Satteldach, Mansarddach und Halbwalmdach“ wurde 1912 im Heimatstil errichtet.

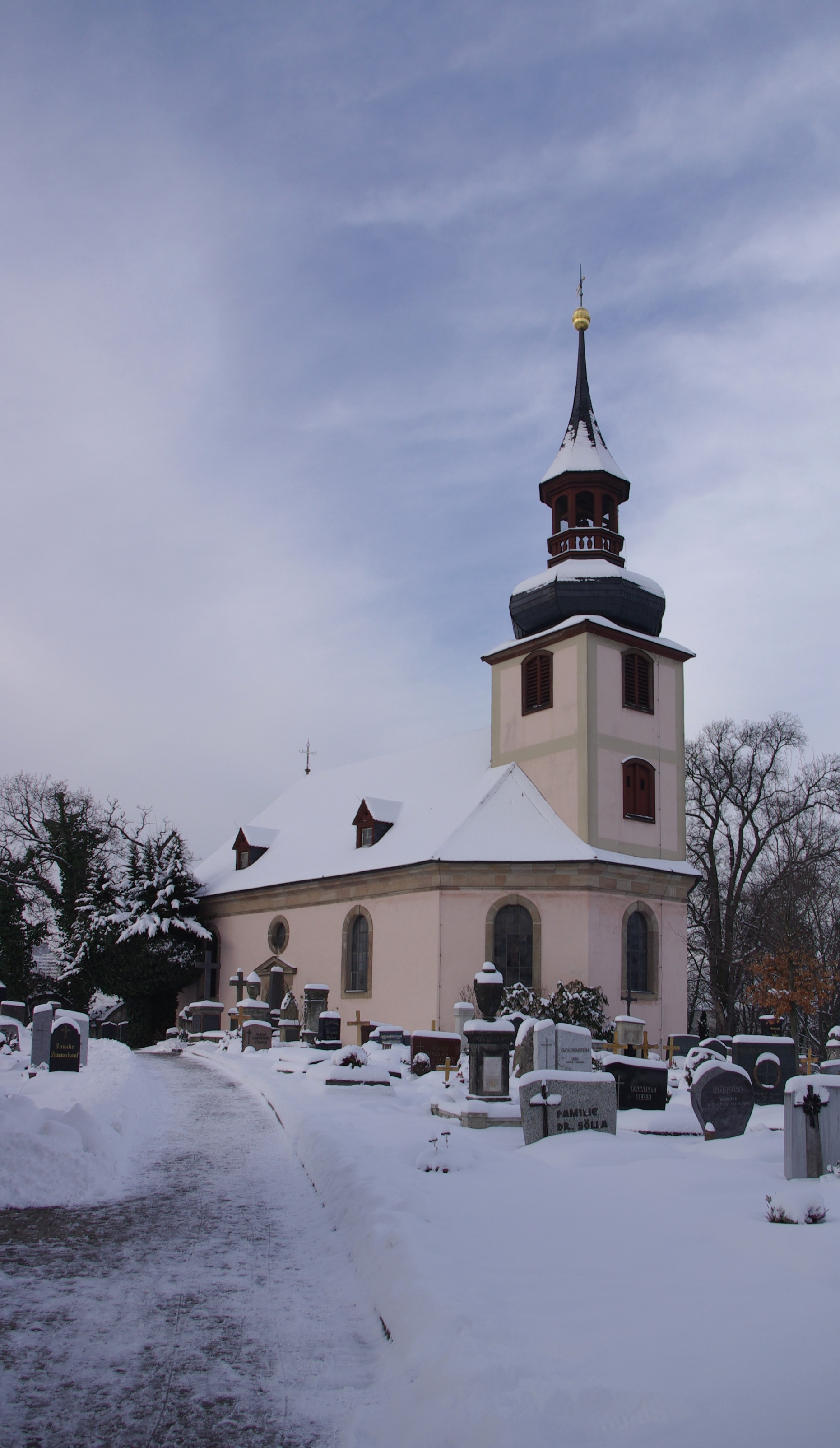
Kirche St. Martin (Martinsbühler Kirche)
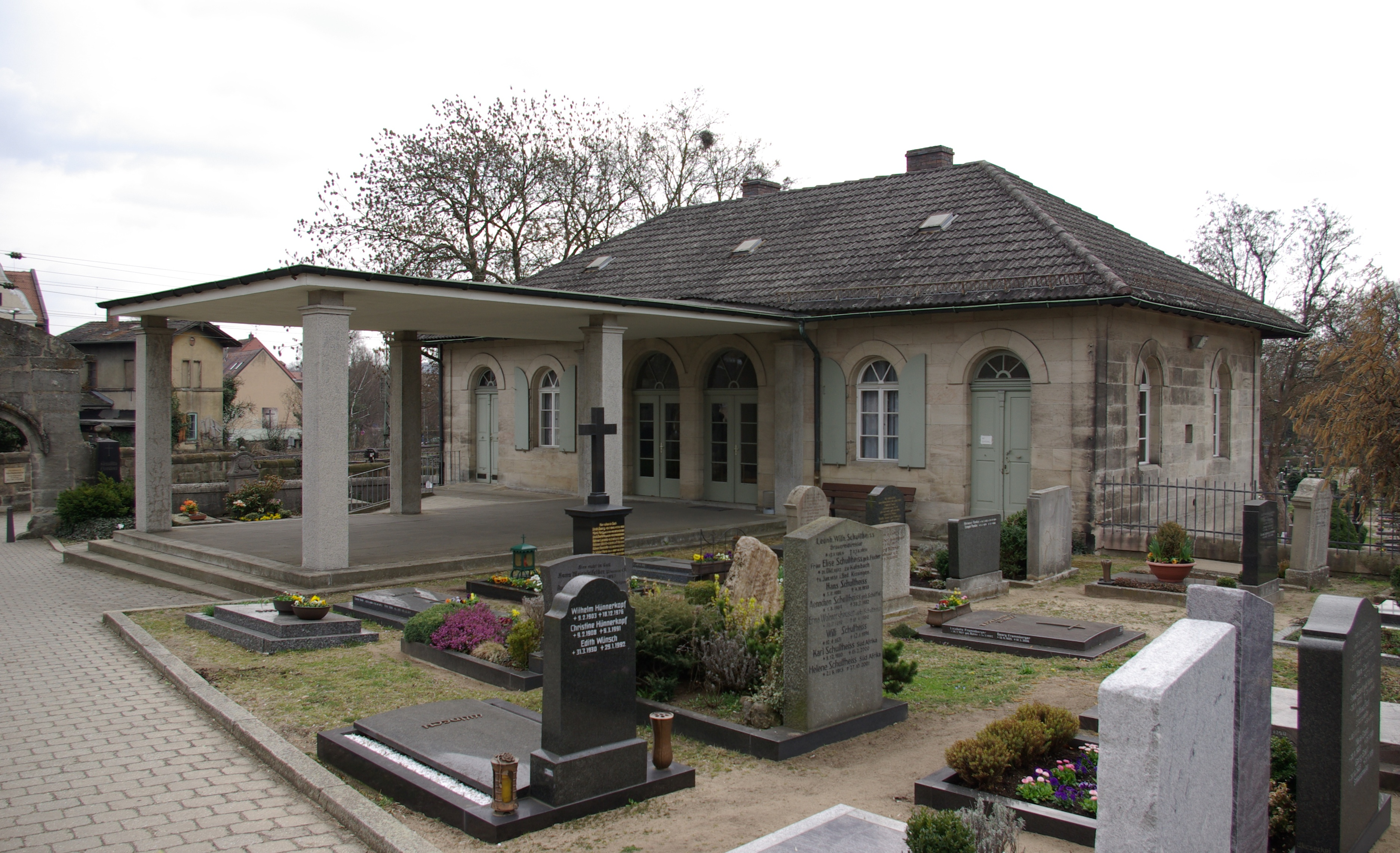
Aussegnungshalle (erbaut 1853)
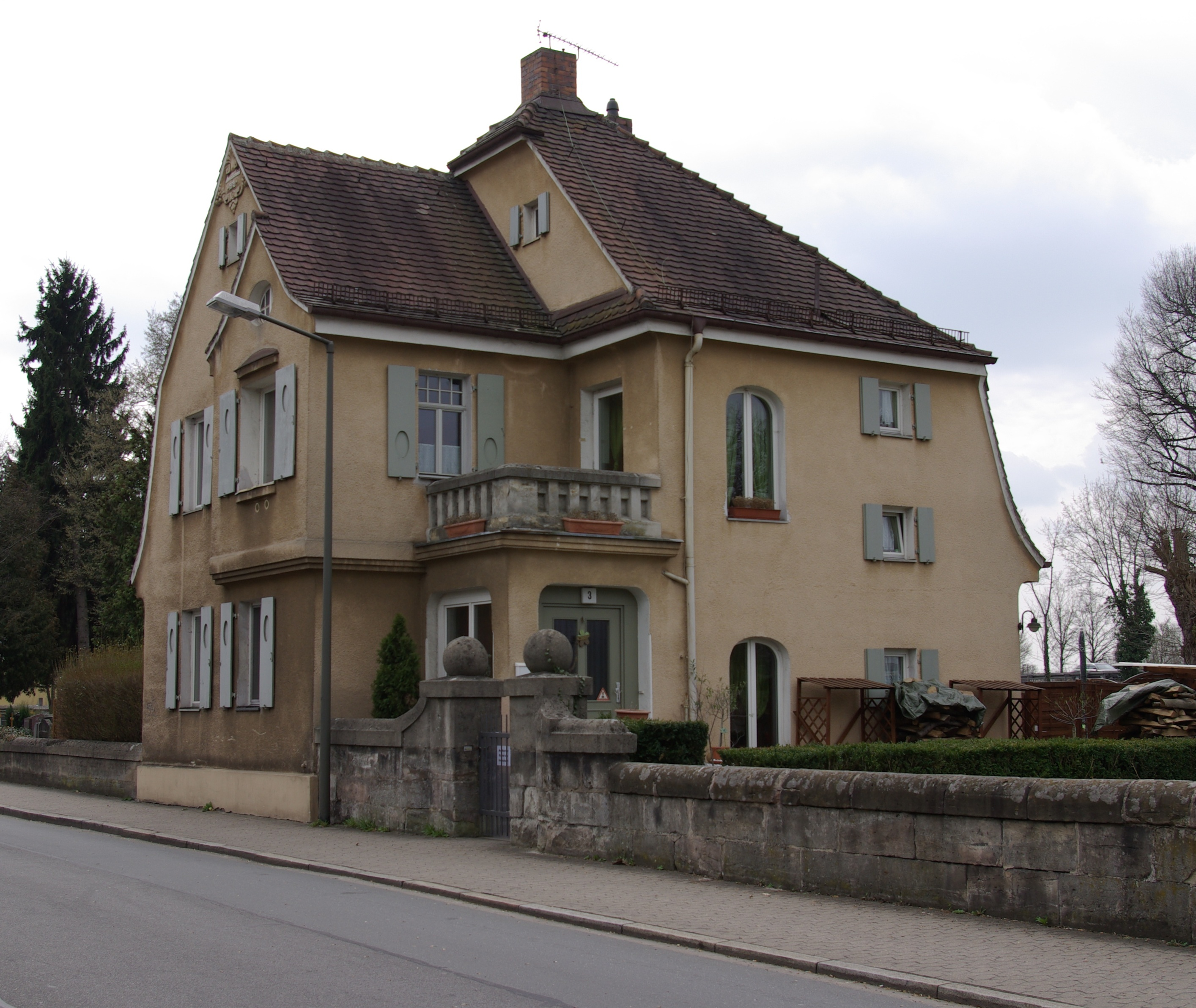
Friedhofswärterhaus (erbaut 1912)